# Тито и шахматы

Иосип Броз Тито за шахматной доской (1946 год)

Тито и шахматы — тема, которая привлекает внимание современных историков шахмат.

## История
В 1948 году в передаче советского радио на Югославию было заявлено, что Иосип Броз Тито считает себя сильным шахматистом, но на самом деле мало смыслит в этой игре. Тито в ответ предложил всему советскому Политбюро (в состав которого входил и Сталин) дать сеанс одновременной игры в шахматы, при этом он был готов дать каждому участнику такого состязания фору — коня. Предложение осталось без ответа.
Александр Исаевич Солженицын в мемуарах «Бодался телёнок с дубом» утверждал позже, что руководство Югославии понимало только шашки, причем русские, а не стоклеточные, между тем как Иосипа Броза Тито действительно нередко можно было увидеть за шахматной доской.

## Известные соперники
- Арсо Йованович
- Владимир Дедиер[англ.]
- Шанталь Шоде де Силан
- Фьорелло Ла Гуардия